# 红河哈尼梯田
红河哈尼梯田是在云南省红河哈尼族彝族自治州的梯田。云南多山，亦多梯田，哀牢山哈尼梯田为云南梯田的代表作，被誉为“中国最美的山岭雕刻”。
2013年6月22日，在柬埔寨金边举行的第37届世界遗产大会上，哈尼梯田通过投票被列入联合国教科文组织《世界遗产名录》，成为世界文化遗产。哈尼梯田也是继新疆天山成功入选世界自然遗产后，2013年中国成功“入遗”的第二个景点。

## 简介
哈尼梯田至今有1200多年历史，规模宏大，分布于云南南部红河州元阳县、红河县、金平縣、绿春县四县，总面积约100万亩，其中元阳县是哈尼梯田的核心区，当地的梯田修筑在山坡上，最高可达3000级，景观壮丽。

## 登录基准
红河哈尼梯田因為符合以下標準，而被登錄為世界文化遺產：
- （iii）獨一無二或至少是非常特別地代表了一種文化傳統或是一種現存或已經滅絕的文明。
- （v）可作为传统的人类居住地或使用地的杰出范例，代表一种（或几种）文化，尤其在不可逆转之变化的影响下变得易于损坏。

此次申报的遗产区面积为16,603公顷，缓冲区面积29,501公顷，包括了最具代表性的集中连片分布的水稻梯田及其所依存的水源林、灌溉系统、民族村寨。

## 圖片

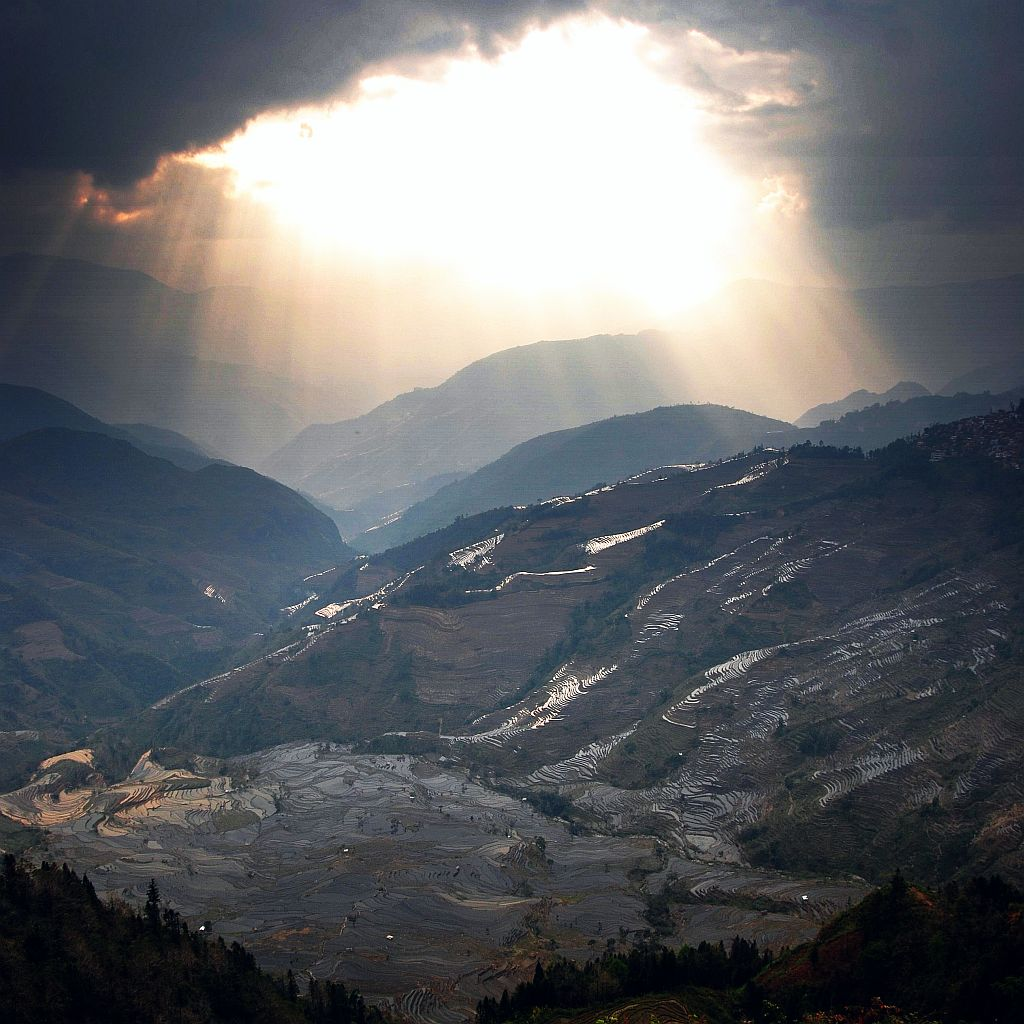
夕陽下的梯田
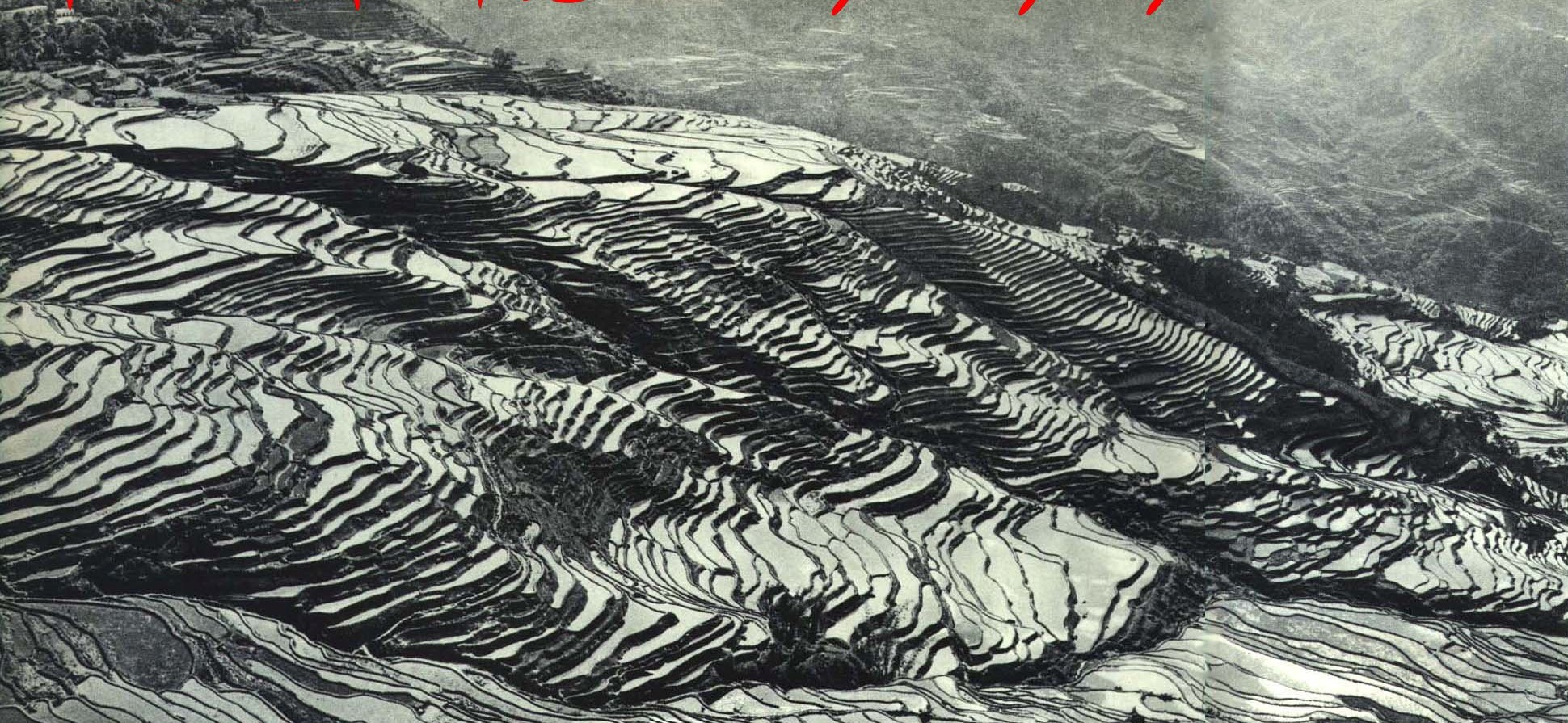
1963年云南红河梯田
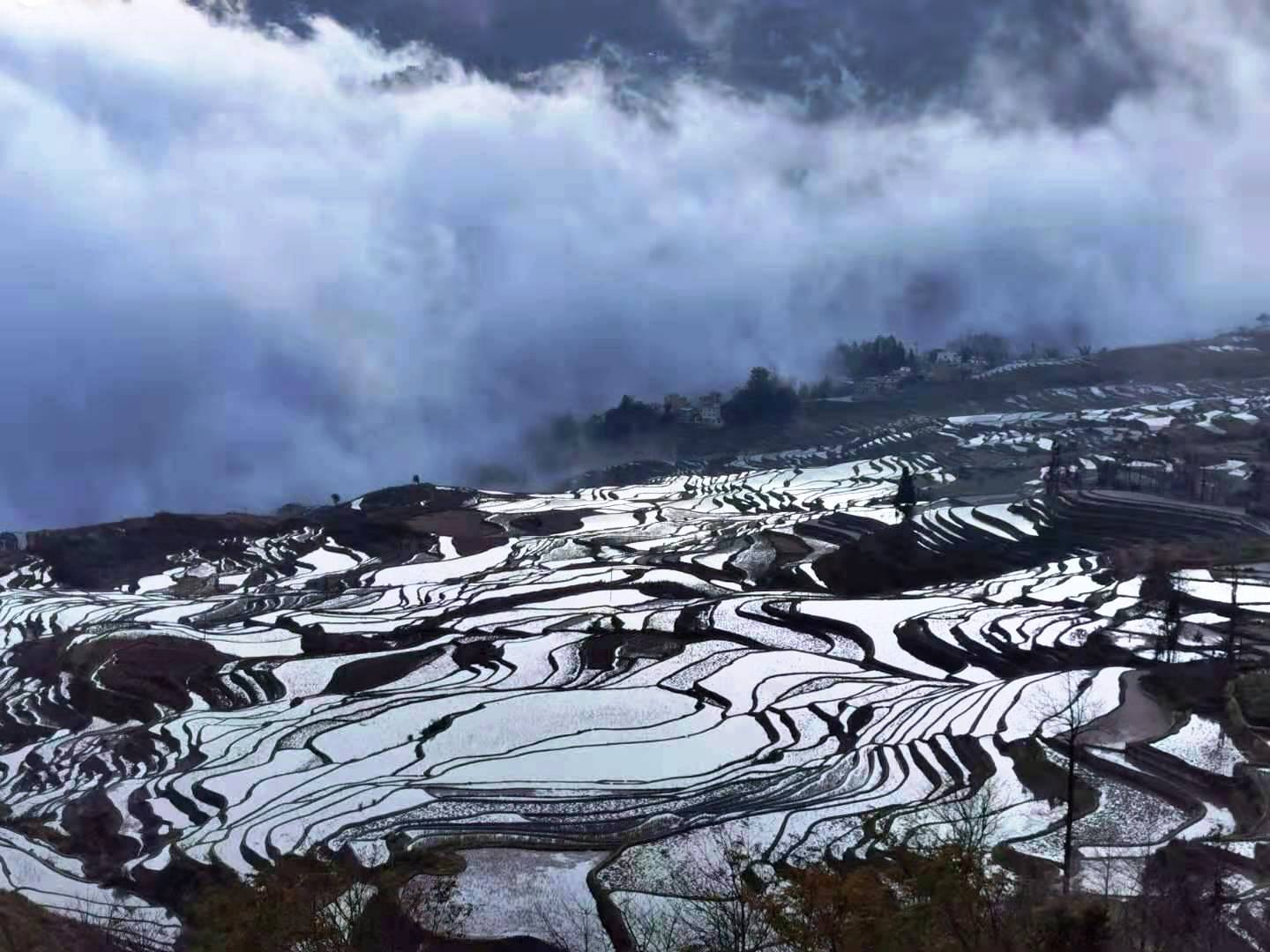
黎明時的多依樹與等待春耕充滿了水的稻田
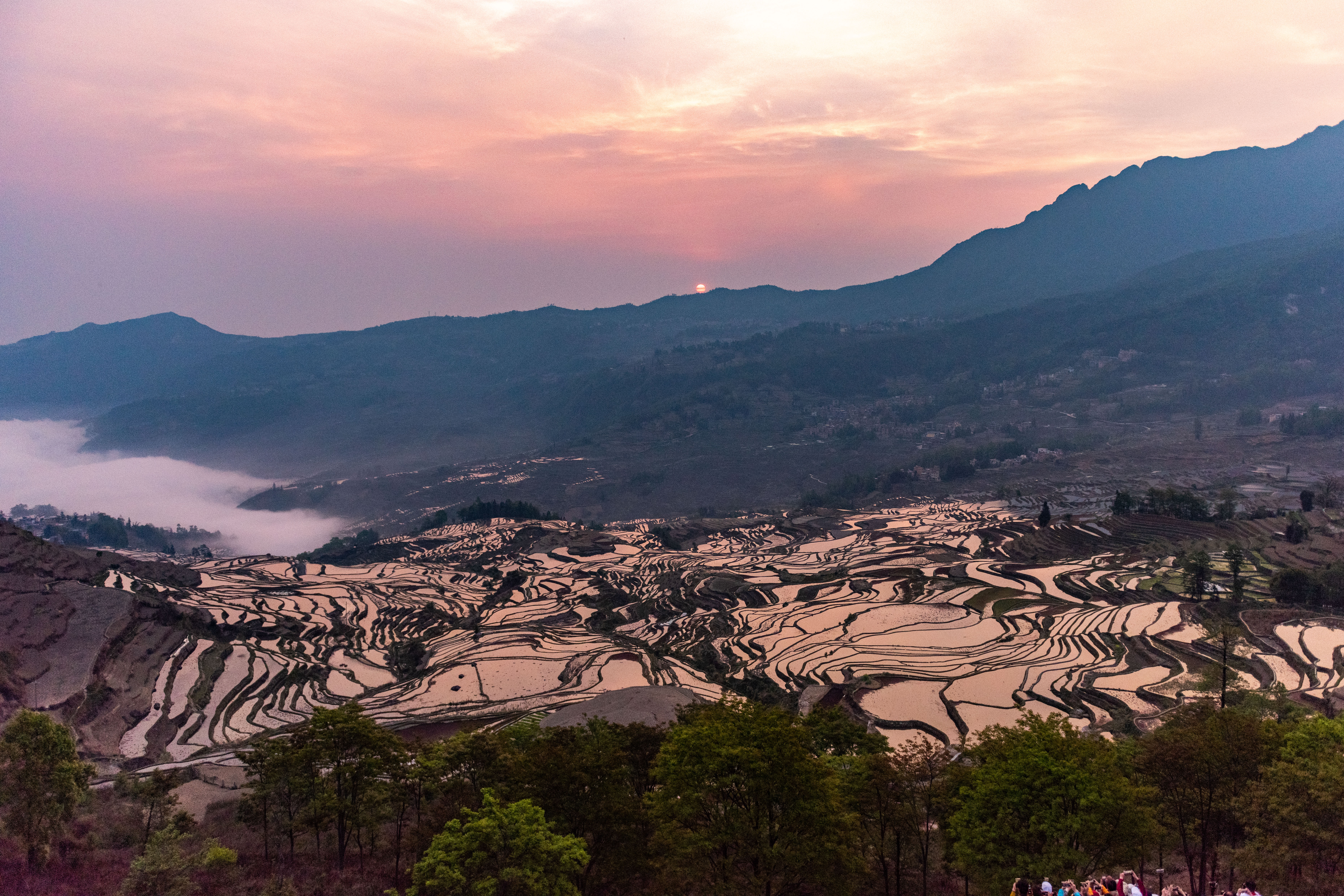
日出时的多依树梯田
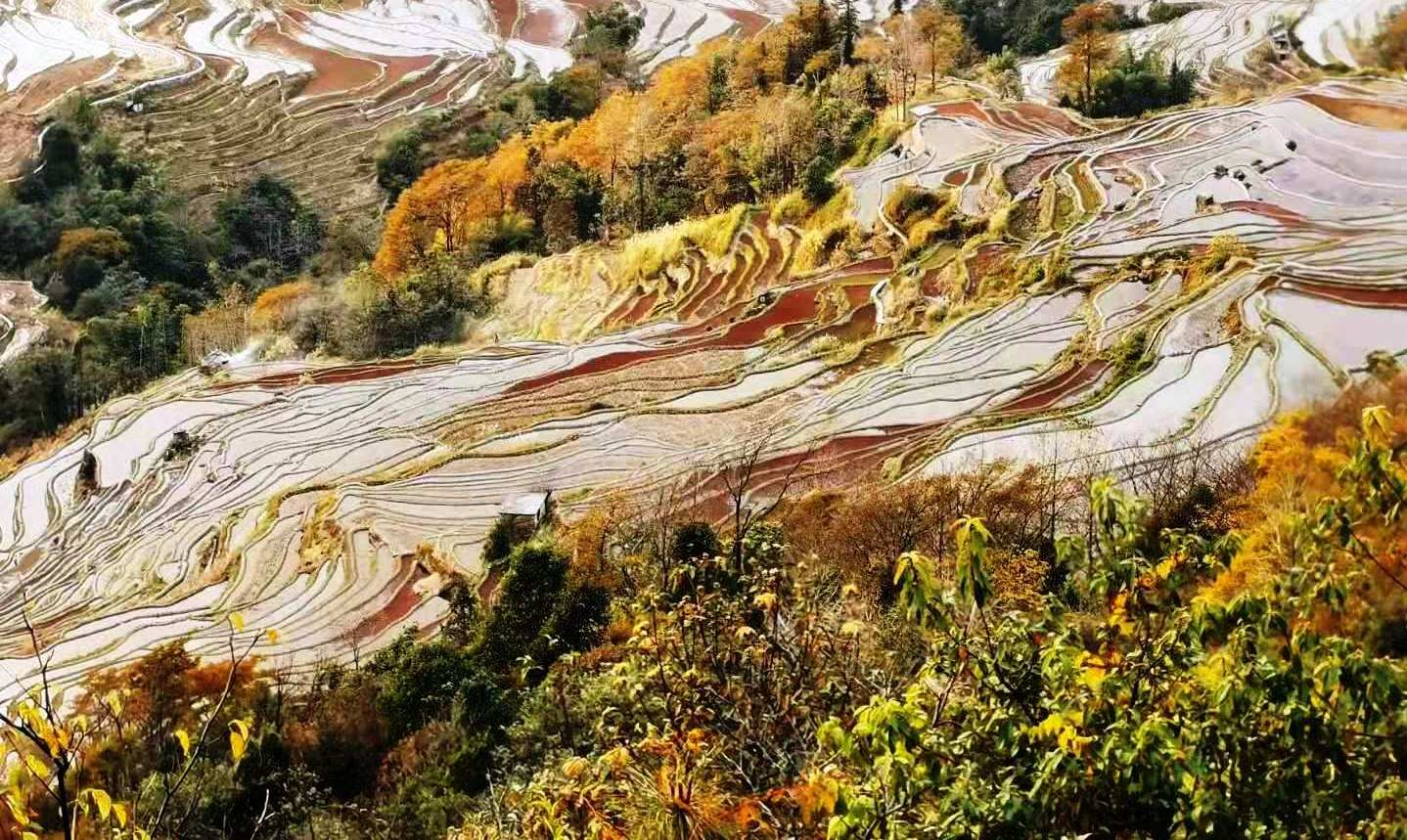
夕陽下的壩達梯田

## 外部連結
- 《中国国家地理》哀牢山红河哈尼梯田 （页面存档备份，存于）
- 雕塑大地的元阳梯田 （页面存档备份，存于）中国中央电视台
- 黄绍文、尹绍亭「中国云南哀牢山区哈尼族梯田传统农耕生态文化与变迁」 （页面存档备份，存于）（PDF）『ヒマラヤ学誌』No.12, 2011
- 天空の棚田に生きる～秘境雲南～NHK特集2012年2月5日